# كانديس باتون
كانديس باتون (بالإنجليزية: Candice Patton)‏ هي ممثلة أمريكية من مواليد 24 يونيو 1988. هي معروفة بتجسيد شخصية آيريس ويست في مسلسل البرق.

## الأعمال الفنية

### أفلام
- كريجزليست- 2011
- الضيف - 2014

### تلفاز
- أنتوراج - 2009
- كاسل - 2009
- هيروز - 2009
- أيام حياتنا - 2009
- تل الشجرة الواحد - 2010
- غريز أناتومي - 2010
- البرق - 2014

## روابط خارجية
- كانديس باتون على موقع IMDb (الإنجليزية)
- كانديس باتون على موقع ميتاكريتيك (الإنجليزية)
- كانديس باتون على موقع روتن توميتوز (الإنجليزية)
- كانديس باتون على موقع قاعدة بيانات الأفلام العربية
- كانديس باتون على موقع ألو سيني (الفرنسية)
- كانديس باتون على موقع أول موفي (الإنجليزية)
- كانديس باتون على موقع قاعدة بيانات الفيلم (الإنجليزية)
- كانديس باتون على موقع كينوبويسك (الروسية)